# Cahier des clauses administratives générales
 (novembre 2023).
En France, et en droit des marchés publics, les cahiers des clauses administratives générales (CCAG)  fixent les principaux aspects contractuels des marchés qui s'y réfèrent (conditions d’exécution des prestations, de règlement, de vérification des prestations, de présentation des sous-traitants, délais, pénalités, conditions générales...).
Il existe six CCAG en fonction de l'objet du marché :
- CCAG aux travaux
- CCAG aux marchés industriels
- CCAG aux prestations intellectuelles
- CCAG aux fournitures courantes et prestations de services
- CCAG aux techniques de l'information et de la communication
- CCAG aux marchés de maîtrise d'œuvre

Le CCAG relatif aux marchés de maîtrise d'œuvre est une nouveauté de la réforme des CCAG, réforme modifiant les CCAG déjà présents (inchangés depuis 2009) et intégrant ce sixième cahier .
Un marché ne peut faire référence qu'à un seul CCAG.
Le CCAG n'est pas intégré au dossier de consultation des entreprises. Il est généralement complété par un cahier des clauses administratives particulières (CCAP) qui fixe des modalités spécifiques pour le marché en cours.